# 保罗·弗隆
保羅·安東尼·費朗（Paul Anthony Furlong，1968年10月1日—）出生於英格蘭北倫敦哈林蓋區的綠林（Wood Green），是一名已退役職業足球運動員，司職前鋒。

## 生平
保羅·費朗出身於現已倒閉的非聯賽球會恩菲尔德（Enfield），效力期間曾代表英格蘭半職業代表隊上陣。1991年以13萬英鎊轉投甲組球會高雲地利，協助球隊成功保級後以25萬英鎊身價加盟屈福特。在屈福特兩季上陣92場射入41球，1994年獲得英超球會車路士賞識以230萬英鎊收歸旗下。費朗為車路士上陣85場及射入17球，於1996年以150萬英鎊投效伯明翰城，打破當時伯明翰城的最高轉會費紀錄。費朗在效力伯明翰城的五季表現出色，上陣153場射入56球，成為球迷的寵兒。效力末期因傷而上陣機會漸少，曾被外借兩次到昆士柏流浪及一次到錫菲聯。
當時仍處於乙組第三級的昆士柏流浪於2002年9月5日正式羅致費朗，他在兩日後的9月7日作客曼斯菲先拔頭籌，取得正式加盟後首個入球，協助球隊大勝4-0。雖然加盟初期仍然受傷患困擾，費朗隨即重拾佳態，在效力五季期間上陣接近200場及射入55球，包括於2002/03年球季升級附加賽準決賽次回合一箭定江山，兩回合累計2-1淘汰奧咸，將昆士柏流浪帶到決賽對卡迪夫城，最終在決賽加時後僅負0-1而功虧一簣。翌季聯賽煞科日，費朗在作客3-1擊敗錫周三射入一球，為球隊鎖定亞軍席位，升級到剛更名的冠軍聯賽。2004年6月11日，已達35歲的費朗獲續一年新約。費朗在升到第二級聯賽中表現同樣出色，直到2005年3月底合共射入17球，時任領隊伊恩·荷路威（Ian Holloway）預言費朗可以踢到40歲。7月24日在昆士柏流浪友賽3-0大勝世界盃決賽週入圍球隊伊朗中費朗先開紀錄。9月24日費朗在作客莱斯特城完場前射入致勝球險勝2-1，但其後領第二面黃牌被逐離場，並引發兩隊全體廿二個球員大混戰，賽後昆士柏流浪被判罰14,000英鎊。2007年4月9日，費朗於完場前射入3-2反勝盧頓，協助球隊成功保級，但卻將盧頓推入降級深淵。
2007年5月3日被昆士柏流浪放棄，費朗加盟被他一腳踢落英甲的盧頓，8月25日主場3-1擊敗基寧咸，費朗取得加盟後首個入球，隨即將入球奉獻給剛於同日早上因交通意外去世的昆士柏流浪舊隊友雷·鍾斯。費朗的表現使他獲選8月份「英甲每月最佳球員」（League One's player of the month）。
季末盧頓因財困被扣10分而需降級，費朗於2008年6月24日轉投修安聯，簽約1年，獲發29號球衣，但上半季僅獲派上陣4場，於2009年1月2日被外借到英乙球會班列特，於加盟首個月上陣5場射入2球，獲延長外借直到球季結束。4月7日主場2-0擊敗洛達咸，費朗包辦兩球；下場比場於4月11日主場對般尼茅夫，已達高齡40歲的費朗下半場51分鐘以「招牌式」頭球頂入，一箭定江山鎖定1-0勝局，是他生涯第200個入球兼協助班列特成功保級。球季結束後費朗在修安聯的合約正式屆滿不續，班列特領隊伊恩·赫顿（Ian Hendon）提供一年合約遊說費朗正式加盟。7月3日費朗參加班列特的季前訓練，但仍未決定去向，季前表現出色而獲一年合約。費朗雖然在聯賽正選上陣31場及射入5球，於季後仍被新任領隊馬克·史汀生（Mark Stimson）放棄。
2010年7月21日費朗加盟英格蘭足球議會全國聯賽球會凱特靈，擔任球員兼教練。

## 外部連結
- 足球数据库：保罗·弗隆的球员统计数据
- 班列特官網簡歷
- 盧頓官網簡歷